# Попово Село (Грчка)
Попово Село (грч. Παππάδες, Пападес) је насељено место у општини Драма у периферији Источна Македонија и Тракија, Грчка. Према попису из 2021. године било је 8 становника.
Према бугарском географу и историчару, Василу Канчову, у Поповом Селу је 1900. године живело 380 Словена муслимана. Године 1923. муслиманско становништво је принудно исељено у Турску а на њихово место је насељено 49 грчких избегличких породица, којих је на попису из 1928. године било 175.